# Iranocichla hormuzensis
Iranocichla hormuzensis és una espècie de peix de la família dels cíclids i l'única del gènere Iranocichla.

## Morfologia
- Els mascles poden assolir 10 cm de longitud total.[2]

## Hàbitat
Viu en zones de clima tropical.

## Distribució geogràfica
Es troba al sud de l'Iran.

## Estat de conservació
A causa de la seua distribució geogràfica limitada
Degut a la gamma limitada d'aquest peix i la contínua guerra i la contaminació per hidrocarburs a la zona, aquest peix pot ser així en el seu camí a l'extinció